# Duivelslantaarnhaai
De duivelslantaarnhaai (Etmopterus lucifer) is een vis uit de familie Etmopteridae (volgens oudere inzichten de familie Dalatiidae) en behoort in elk geval tot de orde van doornhaaiachtigen (Squaliformes). De vis kan een lengte bereiken van 47 centimeter.

## Leefomgeving
De duivelslantaarnhaai is een zoutwatervis. De vis prefereert diep water en komt voor in de Grote, Atlantische en Indische Oceaan op dieptes tussen 150 en 1250 meter.

## Relatie tot de mens
De duivelslantaarnhaai is voor de visserij van geen belang. In de hengelsport wordt er weinig op de vis gejaagd.